# Atypophthalmus (Atypophthalmus) languidus
Atypophthalmus (Atypophthalmus) languidus is een tweevleugelige uit de familie steltmuggen (Limoniidae). De soort komt voor in het Oriëntaals gebied.